# Aleksandar Kosorić
Aleksandar Kosorić (in serbo Александар Kocopић?; Pale, 30 gennaio 1987) è un calciatore bosniaco, difensore del Romanija Pale.

## Palmarès

### Club

#### Competizioni nazionali
- Campionato serbo: 1

Partizan: 2008-2009
- Coppa di Serbia: 1

Partizan: 2008-2009
- Campionato lettone: 1

Spartaks Jūrmala: 2017
- Coppa di Malta: 1

Balzan: 2018-2019

### Nazionale
- Coppa Kirin: 1

2016